# Тесфайе Абера
Тесфайе Абера Дибаба (род. 31 марта 1992) — эфиопский легкоатлет, бегун на длинные дистанции.
Впервые на международных соревнованиях выступил в 2011 году на полумарафоне в марокканском городе Эль-Аюн, где занял 5-е место с результатом 1:02.56. На следующий год он установил личный рекорд в полумарафоне в Ницце, став бронзовым призёром со временем 1:00.32.
Участник чемпионатов мира по кроссу 2013 (14-е место) и 2015 годов (26-е место). 
18 января 2015 года дебютировал на марафонской дистанции, победив на Мумбайском марафоне — 2:09.46.
22 января 2016 года стал победителем Дубайского марафона с личным рекордом — 2:04.24. Тем самым он занимает 9-ю строчку в списке самых быстрых марафонцев в истории.